# Limbi scandinave
Limbile scandinave (numite și „limbi germanice de nord”) sunt un grup de limbi indo-europene, una dintre cele trei ramuri ale limbilor germanice (împreună cu „limbile germanice occidentale” și „limbile germanice orientale”). Grupul este uneori cunoscut sub numele de „limbile nordice”.
Grupul insular (islandeza și faroeza) s-a scindat de cel continental pe la mijlocul secolului al XVI-lea.
Limbile scandinave se deosebesc de celelalte limbi germanice prin anumite evoluții fonetice, de exemplu:
- pierderea lui y inițial (norvegiană/daneză/suedeză år vs. germană Jahr, engleză year)
- piedrerea lui v înaintea lui o, u (germană Wort, engleză word vs. norvegiană/daneză/suedeză ord)
- pierderea lui -n final (germană kommen vs. norvegiană/daneză komme, suedeză komma)